# Vinohradzkie tunele kolejowe
Vinohradzkie tunele kolejowe (czeski: Vinohradské železniční tunely) – zespół równoległych tuneli kolejowych o długości 1150 m, prowadzących od dworca głównego w Pradze do południowej części dzielnicy Vinohrady. W pobliżu Nuselskich schodów linie rozdzielają się w dwóch kierunkach. Jedna prowadzi w kierunku dworca Praha-Vršovice, a druga w kierunku dworca Praha-Smíchov.
Pierwsze dwa tunele są dwutorowe, natomiast trzeci tunel zaczyna się jako dwutorowy, ale następnie dzieli się on na dwa tunele jednotorowe.